# Achard-Thiers-Syndrom
Das Achard-Thiers-Syndrom, früher als Diabetes bärtiger Frauen bezeichnet, ist eine seltene Sonderform des Diabetes mellitus. Es gehört zu den seltenen endokrinologischen Komplexerkrankungen, bei denen auch ein Diabetes mellitus vorliegt und stellt eine spezielle, nur bei Frauen auftretende, Verlaufsform des Cushing-Syndroms I dar.

## Ätiologie
Die Ursache der endokrinen Störung ist meist ein basophiles Hypophysenadenom oder ein Nebennierenrinden-Tumor (NNR-Tumor). Betroffen sind davon im Wesentlichen Frauen nach der Menopause.

## Symptomatik
Die Symptome des Achard-Thiers-Syndroms sind vor allem durch die Überproduktion männlicher Geschlechtshormone (Hyperandrogenämie) bedingt. Dies sind Hirsutismus (einschließlich „Damenbart“), Adipositas (Fettsucht), Diabetes mellitus, Haarausfall (Alopezie), Bluthochdruck (Arterielle Hypertonie), Klitorishypertrophie und Ausbleiben der Menstruation (Amenorrhoe).

## Therapie
Sowohl die Hypophysenadenome, als auch die NNR-Tumoren werden meist operativ entfernt. Bei NNR-Tumoren wird dieser Eingriff Adrenalektomie genannt. Nach der Operation ist eine lebenslange Einnahme von Hormonsubstituenten notwendig, um einer Nebennierenrindeninsuffizienz (Morbus Addison) vorzubeugen.

## Erstbeschreibung
Das Achard-Thiers-Syndrom wurde erstmals 1921 von dem französischen Internisten Émile Charles Achard (1860–1944) und dem französischen Kliniker Joseph Thiers (1885–1960) als „Diabetes bärtiger Frauen“ (diabète des femmes à barbe) beschrieben. Sie erkannten dabei erstmals den Zusammenhang zwischen einem zu hohen männlichen Hormonspiegel (Hyperandrogenämie) und einer Störung des Zuckerstoffwechsels.